# Adelindis von Buchau (Äbtissin)
Adelindis von Buchau († nach 914) war die 2. Äbtissin des freiweltlichen Damenstifts Buchau im heutigen Bad Buchau am Federsee. Sie ist nicht zu verwechseln mit Adelindis, der Stifterin des Klosters.

## Leben

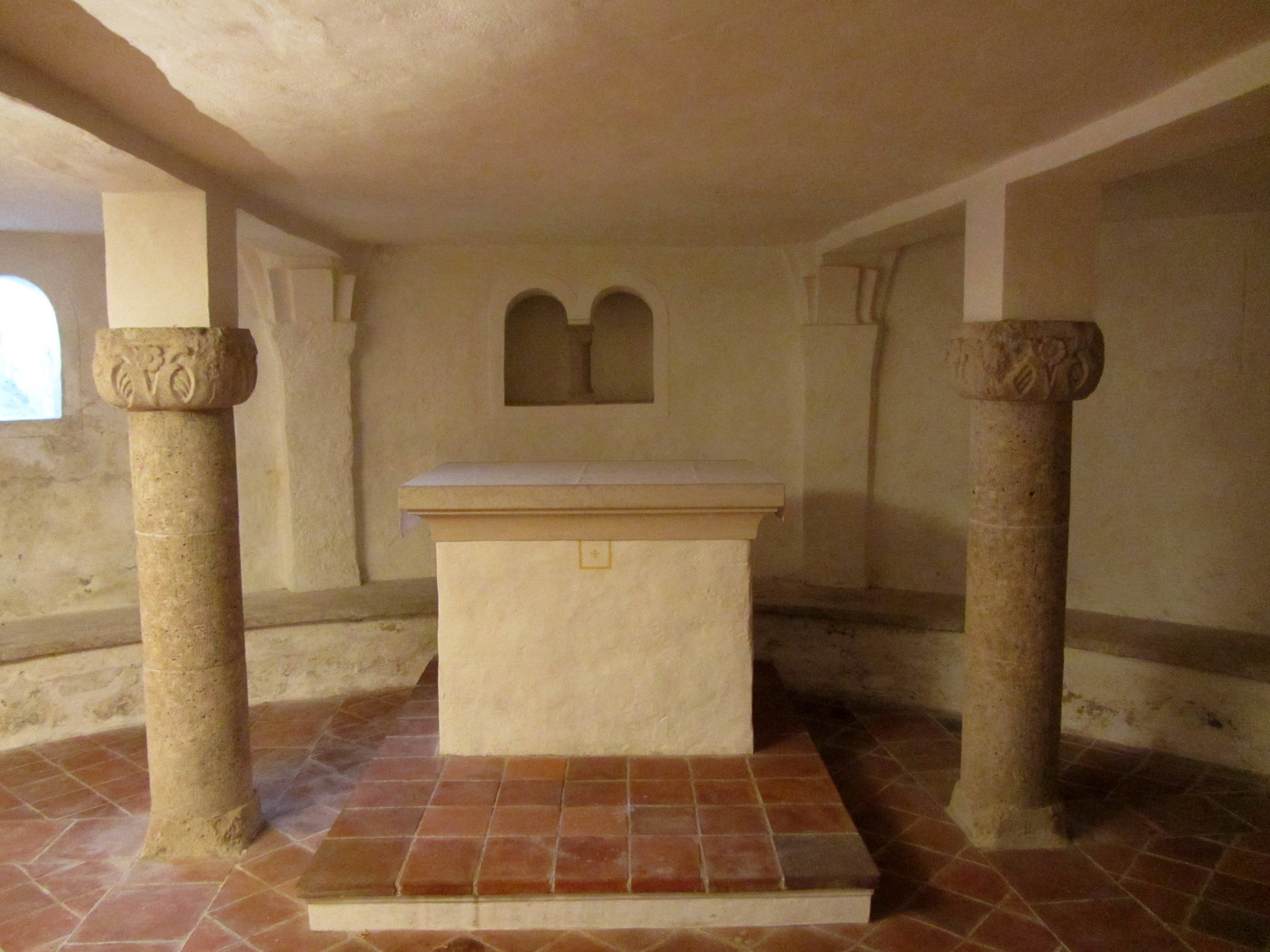
Krypta der Adelindis unter dem Chor der ehemaligen Stiftskirche St. Cornelius und Cyprian Damenstift Buchau 2012

Die Mutter von Adelindis ist eine in der Literatur nicht näher beschriebene „mittlere Adelindis“ und nicht die Stifterin des Klosters Adelindis von Buchau. Vermutlich war sie unter dem Druck ihrer unbekannt gebliebenen Eltern in das Kloster eingetreten. Daraufhin versuchten im Jahre 902 ihre Brüder Berengar, Reginolf und Gerhard sie aus dem Kloster zu entführen. Der angebliche Todestag 28. August, an dem auch das Adelindis-Fest im heutigen Bad Buchau gefeiert wird, lässt sich nicht belegen. Ihre sterblichen Überreste sollen sich in der Krypta der Stiftskirche St. Cornelius und Cyprianus befinden.
Später wurde sie Äbtissin des Damenstifts.